# Convocazioni per il campionato mondiale di calcio 1994
Elenco dei giocatori convocati da ciascuna Nazionale partecipante ai Mondiali di calcio 1994.
L'età dei giocatori è relativa al 17 giugno 1994, data di inizio della manifestazione.

## Gruppo A

### Colombia
Commissario tecnico: Francisco Maturana
| N. | Pos. | Giocatore             | Data nascita (età)          | Pres. | Squadra            |
| -- | ---- | --------------------- | --------------------------- | ----- | ------------------ |
| 1  | P    | Óscar Córdoba         | 3 febbraio 1970 (24 anni)   | 27    | América Cali       |
| 2  | D    | Andrés Escobar        | 13 marzo 1967 (27 anni)     | 15    | Atlético Nacional  |
| 3  | D    | Alexis Mendoza        | 8 novembre 1961 (32 anni)   | 7     | Atlético Junior    |
| 4  | D    | Luis Fernando Herrera | 12 giugno 1962 (32 anni)    | 19    | Atlético Nacional  |
| 5  | C    | Hermán Gaviria        | 27 novembre 1969 (24 anni)  | 3     | Atlético Nacional  |
| 6  | C    | Gabriel Gómez         | 8 dicembre 1959 (34 anni)   | 15    | Atlético Nacional  |
| 7  | A    | Antony de Ávila       | 21 dicembre 1962 (31 anni)  | 13    | América Cali       |
| 8  | C    | John Harold Lozano    | 30 marzo 1972 (22 anni)     | 7     | América Cali       |
| 9  | A    | Iván Valenciano       | 18 marzo 1972 (22 anni)     | 4     | Atlético Junior    |
| 10 | C    | Carlos Valderrama     | 2 settembre 1961 (32 anni)  | 65    | Atlético Junior    |
| 11 | A    | Adolfo Valencia       | 6 febbraio 1968 (26 anni)   | 5     | Bayern Monaco      |
| 12 | P    | Farid Mondragón       | 21 giugno 1971 (22 anni)    | 1     | Argentinos Juniors |
| 13 | D    | Néstor Ortiz          | 20 settembre 1968 (25 anni) | ?     | Once Caldas        |
| 14 | C    | Leonel Álvarez        | 29 luglio 1965 (28 anni)    | 73    | América Cali       |
| 15 | D    | Luis Carlos Perea     | 29 dicembre 1963 (30 anni)  | 76    | Atlético Junior    |
| 16 | A    | Víctor Aristizábal    | 9 dicembre 1971 (22 anni)   | 9     | Atlético Nacional  |
| 17 | C    | Mauricio Serna        | 22 gennaio 1968 (26 anni)   | 0     | Atlético Nacional  |
| 18 | D    | Óscar Cortés          | 19 ottobre 1968 (25 anni)   | 1     | Millonarios        |
| 19 | C    | Freddy Rincón         | 14 agosto 1966 (27 anni)    | 42    | Palmeiras          |
| 20 | D    | Wilson Pérez          | 6 agosto 1967 (26 anni)     | 9     | América Cali       |
| 21 | A    | Faustino Asprilla     | 10 novembre 1969 (24 anni)  | 12    | Parma              |
| 22 | P    | José María Pazo       | 4 aprile 1964 (30 anni)     | ?     | Atlético Junior    |

### Romania
Commissario tecnico: Anghel Iordănescu
| N. | Pos. | Giocatore          | Data nascita (età)         | Pres. | Squadra               |
| -- | ---- | ------------------ | -------------------------- | ----- | --------------------- |
| 1  | P    | Florin Prunea      | 8 agosto 1968 (25 anni)    | 21    | Dinamo Bucarest       |
| 2  | D    | Dan Petrescu       | 22 dicembre 1967 (26 anni) | 33    | Genoa                 |
| 3  | D    | Daniel Prodan      | 23 marzo 1972 (22 anni)    | 12    | Steaua Bucarest       |
| 4  | D    | Miodrag Belodedici | 20 maggio 1964 (30 anni)   | 32    | Valencia              |
| 5  | C    | Ioan Lupescu       | 9 dicembre 1968 (25 anni)  | 30    | Bayer Leverkusen      |
| 6  | C    | Gheorghe Popescu   | 9 ottobre 1967 (26 anni)   | 45    | PSV                   |
| 7  | C    | Dorinel Munteanu   | 25 giugno 1968 (25 anni)   | 28    | Cercle Brugge         |
| 8  | C    | Iulian Chiriță     | 2 febbraio 1967 (27 anni)  | 3     | Rapid Bucarest        |
| 9  | A    | Florin Răducioiu   | 17 marzo 1970 (24 anni)    | 25    | Milan                 |
| 10 | C    | Gheorghe Hagi      | 5 febbraio 1965 (29 anni)  | 81    | Brescia               |
| 11 | C    | Ilie Dumitrescu    | 6 gennaio 1969 (25 anni)   | 38    | Steaua Bucarest       |
| 12 | P    | Bogdan Stelea      | 5 dicembre 1967 (26 anni)  | 18    | Rapid Bucarest        |
| 13 | D    | Tibor Selymes      | 14 maggio 1970 (24 anni)   | 11    | Cercle Brugge         |
| 14 | D    | Gheorghe Mihali    | 9 dicembre 1965 (28 anni)  | 19    | Dinamo Bucarest       |
| 15 | C    | Basarab Panduru    | 11 luglio 1970 (23 anni)   | 11    | Steaua Bucarest       |
| 16 | A    | Ion Vlădoiu        | 5 novembre 1968 (25 anni)  | 6     | Rapid Bucarest        |
| 17 | A    | Viorel Moldovan    | 8 luglio 1972 (21 anni)    | 4     | Dinamo Bucarest       |
| 18 | C    | Constantin Gâlcă   | 8 marzo 1972 (22 anni)     | 7     | Steaua Bucarest       |
| 19 | D    | Corneliu Papură    | 5 settembre 1973 (20 anni) | 5     | Universitatea Craiova |
| 20 | C    | Ovidiu Stîngă      | 5 dicembre 1972 (21 anni)  | 9     | Universitatea Craiova |
| 21 | A    | Marian Ivan        | 6 gennaio 1969 (25 anni)   | 3     | Brașov                |
| 22 | P    | Ștefan Preda       | 18 giugno 1970 (23 anni)   | 1     | Petrolul Ploiești     |

### Stati Uniti
Commissario tecnico:  Bora Milutinović
| N. | Pos. | Giocatore        | Data nascita (età)          | Pres. | Squadra                  |
| -- | ---- | ---------------- | --------------------------- | ----- | ------------------------ |
| 1  | P    | Tony Meola       | 21 febbraio 1969 (25 anni)  | 78    | Fort Lauderdale Strikers |
| 2  | D    | Mike Lapper      | 28 settembre 1970 (23 anni) | 41    | USAF                     |
| 3  | D    | Mike Burns       | 14 settembre 1970 (23 anni) | 23    | USAF                     |
| 4  | D    | Cle Kooiman      | 4 luglio 1963 (30 anni)     | 10    | Cruz Azul                |
| 5  | D    | Thomas Dooley    | 12 maggio 1961 (33 anni)    | 38    | USAF                     |
| 6  | C    | John Harkes      | 8 marzo 1967 (27 anni)      | 45    | Derby County             |
| 7  | C    | Hugo Pérez       | 8 novembre 1963 (30 anni)   | 73    | USAF                     |
| 8  | A    | Earnie Stewart   | 28 marzo 1969 (25 anni)     | 16    | Willem II                |
| 9  | C    | Tab Ramos        | 21 settembre 1966 (27 anni) | 47    | Betis Siviglia           |
| 10 | A    | Roy Wegerle      | 19 marzo 1964 (30 anni)     | 17    | Coventry City            |
| 11 | A    | Eric Wynalda     | 9 giugno 1969 (25 anni)     | 52    | Saarbrücken              |
| 12 | P    | Juergen Sommer   | 27 febbraio 1969 (25 anni)  | 1     | Luton Town               |
| 13 | C    | Cobi Jones       | 16 giugno 1970 (24 anni)    | 50    | USAF                     |
| 14 | A    | Frank Klopas     | 1º settembre 1966 (27 anni) | 30    | USAF                     |
| 15 | A    | Joe-Max Moore    | 23 febbraio 1971 (23 anni)  | 34    | USAF                     |
| 16 | C    | Mike Sorber      | 14 maggio 1971 (23 anni)    | 39    | USAF                     |
| 17 | D    | Marcelo Balboa   | 8 agosto 1967 (26 anni)     | 88    | USAF                     |
| 18 | P    | Brad Friedel     | 18 maggio 1971 (23 anni)    | 33    | USAF                     |
| 19 | C    | Claudio Reyna    | 20 luglio 1973 (20 anni)    | 23    | USAF                     |
| 20 | D    | Paul Caligiuri   | 9 marzo 1964 (30 anni)      | 86    | USAF                     |
| 21 | D    | Fernando Clavijo | 23 gennaio 1957 (37 anni)   | 58    | USAF                     |
| 22 | D    | Alexi Lalas      | 1º giugno 1970 (24 anni)    | 47    | USAF                     |

### Svizzera
Commissario tecnico:  Roy Hodgson
| N. | Pos. | Giocatore          | Data nascita (età)          | Pres. | Squadra           |
| -- | ---- | ------------------ | --------------------------- | ----- | ----------------- |
| 1  | P    | Marco Pascolo      | 9 maggio 1966 (28 anni)     | 18    | Servette          |
| 2  | D    | Marc Hottiger      | 7 novembre 1967 (26 anni)   | 41    | Sion              |
| 3  | D    | Yvan Quentin       | 2 maggio 1970 (24 anni)     | 14    | Sion              |
| 4  | D    | Dominique Herr     | 25 ottobre 1965 (28 anni)   | 39    | Sion              |
| 5  | D    | Alain Geiger       | 5 novembre 1960 (33 anni)   | 94    | Sion              |
| 6  | C    | Georges Bregy      | 17 gennaio 1958 (36 anni)   | 50    | Young Boys        |
| 7  | C    | Alain Sutter       | 22 gennaio 1968 (26 anni)   | 46    | Norimberga        |
| 8  | D    | Christophe Ohrel   | 7 aprile 1968 (26 anni)     | 28    | Servette          |
| 9  | A    | Adrian Knup        | 2 luglio 1968 (25 anni)     | 34    | Stoccarda         |
| 10 | C    | Ciriaco Sforza     | 2 marzo 1970 (24 anni)      | 23    | Kaiserslautern    |
| 11 | A    | Stéphane Chapuisat | 28 giugno 1969 (24 anni)    | 36    | Borussia Dortmund |
| 12 | P    | Stephan Lehmann    | 15 agosto 1963 (30 anni)    | 6     | Sion              |
| 13 | D    | André Egli         | 8 maggio 1958 (36 anni)     | 79    | Servette          |
| 14 | A    | Néstor Subiat      | 23 aprile 1966 (28 anni)    | 7     | Lugano            |
| 15 | A    | Marco Grassi       | 8 agosto 1968 (25 anni)     | 9     | Servette          |
| 16 | C    | Thomas Bickel      | 6 ottobre 1963 (30 anni)    | 41    | Grasshoppers      |
| 17 | C    | Sébastien Fournier | 27 giugno 1971 (22 anni)    | 4     | Sion              |
| 18 | D    | Martin Rueda       | 9 gennaio 1963 (31 anni)    | 5     | Lucerne           |
| 19 | D    | Jürg Studer        | 8 settembre 1966 (27 anni)  | 5     | Zurigo            |
| 20 | C    | Patrick Sylvestre  | 1º settembre 1968 (25 anni) | 9     | Lausanne          |
| 21 | C    | Thomas Wyss        | 29 agosto 1966 (27 anni)    | 5     | Aarau             |
| 22 | P    | Martin Brunner     | 23 aprile 1963 (31 anni)    | 33    | Grasshoppers      |

## Gruppo B

### Brasile
Commissario tecnico: Carlos Alberto Parreira
| N. | Pos. | Giocatore     | Data nascita (età)          | Pres. | Squadra             |
| -- | ---- | ------------- | --------------------------- | ----- | ------------------- |
| 1  | P    | Taffarel      | 8 maggio 1966 (28 anni)     | 59    | Reggiana            |
| 2  | D    | Jorginho      | 17 agosto 1964 (29 anni)    | 45    | Bayern Monaco       |
| 3  | D    | Ricardo Rocha | 11 settembre 1962 (31 anni) | 36    | Vasco da Gama       |
| 4  | D    | Ronaldão      | 19 giugno 1965 (28 anni)    | 7     | Shimizu S-Pulse     |
| 5  | C    | Mauro Silva   | 12 gennaio 1968 (26 anni)   | 35    | Deportivo La Coruña |
| 6  | D    | Branco        | 4 aprile 1964 (30 anni)     | 67    | Fluminense          |
| 7  | A    | Bebeto        | 16 febbraio 1964 (30 anni)  | 53    | Deportivo La Coruña |
| 8  | C    | Dunga         | 31 ottobre 1963 (30 anni)   | 43    | Stoccarda           |
| 9  | C    | Zinho         | 17 giugno 1967 (27 anni)    | 30    | Palmeiras           |
| 10 | C    | Raí           | 15 maggio 1965 (29 anni)    | 43    | Paris Saint-Germain |
| 11 | A    | Romário       | 29 gennaio 1966 (28 anni)   | 31    | Barcellona          |
| 12 | P    | Zetti         | 10 gennaio 1965 (29 anni)   | 7     | São Paulo           |
| 13 | D    | Aldair        | 30 novembre 1965 (28 anni)  | 21    | Roma                |
| 14 | D    | Cafu          | 7 giugno 1970 (24 anni)     | 30    | São Paulo           |
| 15 | D    | Márcio Santos | 15 settembre 1969 (24 anni) | 27    | Bordeaux            |
| 16 | C    | Leonardo      | 5 settembre 1969 (24 anni)  | 12    | São Paulo           |
| 17 | C    | Mazinho       | 8 aprile 1966 (28 anni)     | 29    | Palmeiras           |
| 18 | C    | Paulo Sérgio  | 2 giugno 1969 (25 anni)     | 10    | Bayer Leverkusen    |
| 19 | A    | Müller        | 31 gennaio 1966 (28 anni)   | 53    | São Paulo           |
| 20 | A    | Ronaldo       | 22 settembre 1976 (17 anni) | 3     | Cruzeiro            |
| 21 | A    | Viola         | 1º gennaio 1969 (25 anni)   | 5     | Corinthians         |
| 22 | P    | Gilmar        | 13 gennaio 1959 (35 anni)   | 7     | Flamengo            |

### Camerun
Commissario tecnico:  Henri Michel
| N. | Pos. | Giocatore           | Data nascita (età)          | Pres. | Squadra            |
| -- | ---- | ------------------- | --------------------------- | ----- | ------------------ |
| 1  | P    | Joseph-Antoine Bell | 8 ottobre 1954 (39 anni)    | 21    | Saint-Étienne      |
| 2  | C    | André Kana-Biyik    | 1º settembre 1965 (28 anni) | 41    | Le Havre           |
| 3  | D    | Rigobert Song       | 1º luglio 1976 (17 anni)    | 3     | Tonnerre Yaounde   |
| 4  | D    | Samuel Ekeme        | 12 luglio 1966 (27 anni)    | 2     | Canon Yaounde      |
| 5  | D    | Victor N'dip        | 18 agosto 1967 (26 anni)    | 36    | Olympic Mwolye     |
| 6  | C    | Thomas Libiih       | 17 novembre 1967 (26 anni)  | 20    | OC Medine          |
| 7  | A    | François Omam-Biyik | 21 maggio 1966 (28 anni)    | 39    | Lens               |
| 8  | C    | Emile M'bouh        | 30 maggio 1966 (28 anni)    | 46    | Nadi Qatar         |
| 9  | A    | Roger Milla         | 20 maggio 1952 (42 anni)    | 26    | Tonnerre Yaounde   |
| 10 | A    | Louis-Paul M'fédé   | 26 febbraio 1961 (33 anni)  | 42    | Canon Yaounde      |
| 11 | C    | Emmanuel Maboang    | 27 novembre 1968 (25 anni)  | 12    | Rio Ave            |
| 12 | C    | Paul Loga           | 14 agosto 1969 (24 anni)    | 16    | Prevoyance Yaounde |
| 13 | D    | Raymond Kalla       | 22 aprile 1975 (19 anni)    | 4     | Canon Yaounde      |
| 14 | D    | Stephen Tataw       | 31 marzo 1963 (31 anni)     | 46    | Olympic Mwolye     |
| 15 | D    | Hans Agbo           | 26 settembre 1967 (26 anni) | 18    | Olympic Mwolye     |
| 16 | A    | Alphonse Tchami     | 14 settembre 1971 (22 anni) | 12    | Odense             |
| 17 | C    | Marc-Vivien Foé     | 1º maggio 1975 (19 anni)    | 4     | Canon Yaounde      |
| 18 | C    | Jean-Pierre Fiala   | 22 aprile 1969 (25 anni)    | 4     | Canon Yaounde      |
| 19 | A    | David Embé          | 13 novembre 1973 (20 anni)  | 5     | Belenenses         |
| 20 | A    | Georges Mouyémé     | 15 aprile 1971 (23 anni)    | 5     | Troyes             |
| 21 | P    | Thomas N'Kono       | 20 luglio 1956 (37 anni)    | 18    | Club Bolívar       |
| 22 | P    | Jacques Songo'o     | 17 marzo 1964 (30 anni)     | 16    | Metz               |

### Russia
Commissario tecnico: Pavel Sadyrin
| N. | Pos. | Giocatore            | Data nascita (età)          | Pres. | Squadra             |
| -- | ---- | -------------------- | --------------------------- | ----- | ------------------- |
| 1  | P    | Stanislav Čerčesov   | 2 settembre 1963 (30 anni)  | 19    | Dinamo Dresda       |
| 2  | D    | Dmitrij Kuznecov     | 28 agosto 1965 (28 anni)    | 26    | RCD Espanyol        |
| 3  | D    | Sergej Gorlukovič    | 18 novembre 1961 (32 anni)  | 32    | Bayer Uerdingen     |
| 4  | D    | Dmitrij Galjamin     | 8 gennaio 1963 (31 anni)    | 18    | RCD Espanyol        |
| 5  | D    | Jurij Nykyforov      | 16 settembre 1970 (23 anni) | 8     | Spartak Mosca       |
| 6  | C    | Vladislav Ternavskij | 2 maggio 1969 (25 anni)     | 2     | Spartak Mosca       |
| 7  | C    | Andrej Pjatnickij    | 27 settembre 1967 (26 anni) | 9     | Spartak Mosca       |
| 8  | C    | Dmitrij Popov        | 27 febbraio 1969 (25 anni)  | 11    | Racing de Santander |
| 9  | A    | Oleg Salenko         | 25 ottobre 1969 (24 anni)   | 5     | Logroñés            |
| 10 | C    | Valerij Karpin       | 2 febbraio 1969 (25 anni)   | 10    | Spartak Mosca       |
| 11 | A    | Vladimir Besčastnych | 1º aprile 1974 (20 anni)    | 9     | Spartak Mosca       |
| 12 | D    | Omari Tetradze       | 13 ottobre 1969 (24 anni)   | 13    | Dinamo Mosca        |
| 13 | C    | Aleksandr Borodjuk   | 30 novembre 1962 (31 anni)  | 13    | Friburgo            |
| 14 | A    | Igor' Korneev        | 4 settembre 1967 (26 anni)  | 7     | RCD Espanyol        |
| 15 | A    | Dmitrij Radčenko     | 2 dicembre 1970 (23 anni)   | 14    | Racing de Santander |
| 16 | P    | Dmitrij Charin       | 16 agosto 1968 (25 anni)    | 22    | Chelsea             |
| 17 | C    | Il'ja Cymbalar'      | 17 giugno 1969 (25 anni)    | 2     | Spartak Mosca       |
| 18 | D    | Viktor Onopko        | 14 ottobre 1969 (24 anni)   | 21    | Spartak Mosca       |
| 19 | C    | Aleksandr Mostovoj   | 22 agosto 1968 (25 anni)    | 20    | Benfica             |
| 20 | D    | Igor' Ledjachov      | 22 maggio 1968 (26 anni)    | 15    | Spartak Mosca       |
| 21 | C    | Dmitrij Chlestov     | 21 gennaio 1971 (23 anni)   | 12    | Spartak Mosca       |
| 22 | A    | Sergej Juran         | 11 giugno 1969 (25 anni)    | 27    | Benfica             |

### Svezia
Commissario tecnico: Tommy Svensson
| N. | Pos. | Giocatore         | Data nascita (età)          | Pres. | Squadra                  |
| -- | ---- | ----------------- | --------------------------- | ----- | ------------------------ |
| 1  | P    | Thomas Ravelli    | 13 agosto 1959 (34 anni)    | 110   | IFK Göteborg             |
| 2  | D    | Roland Nilsson    | 27 novembre 1963 (30 anni)  | 62    | Sheffield Wednesday      |
| 3  | D    | Patrik Andersson  | 18 agosto 1971 (22 anni)    | 23    | Borussia Mönchengladbach |
| 4  | D    | Joachim Björklund | 15 marzo 1971 (23 anni)     | 22    | IFK Göteborg             |
| 5  | D    | Roger Ljung       | 8 gennaio 1966 (28 anni)    | 46    | Galatasaray              |
| 6  | C    | Stefan Schwarz    | 18 aprile 1969 (25 anni)    | 29    | Benfica                  |
| 7  | A    | Henrik Larsson    | 20 settembre 1971 (22 anni) | 7     | Feyenoord                |
| 8  | C    | Klas Ingesson     | 20 agosto 1968 (25 anni)    | 42    | PSV                      |
| 9  | C    | Jonas Thern       | 20 marzo 1967 (27 anni)     | 47    | Napoli                   |
| 10 | A    | Martin Dahlin     | 16 aprile 1968 (26 anni)    | 29    | Borussia Mönchengladbach |
| 11 | A    | Tomas Brolin      | 29 novembre 1969 (24 anni)  | 31    | Parma                    |
| 12 | P    | Lars Eriksson     | 21 settembre 1965 (28 anni) | 14    | Norrköping               |
| 13 | D    | Mikael Nilsson    | 28 settembre 1968 (25 anni) | 12    | IFK Göteborg             |
| 14 | D    | Pontus Kåmark     | 5 aprile 1969 (25 anni)     | 12    | IFK Göteborg             |
| 15 | D    | Teddy Lučić       | 15 aprile 1973 (21 anni)    | 0     | Västra Frölunda          |
| 16 | C    | Anders Limpar     | 24 settembre 1965 (28 anni) | 51    | Arsenal                  |
| 17 | C    | Stefan Rehn       | 22 settembre 1966 (27 anni) | 38    | IFK Göteborg             |
| 18 | C    | Håkan Mild        | 14 giugno 1971 (23 anni)    | 12    | Servette                 |
| 19 | A    | Kennet Andersson  | 6 ottobre 1967 (26 anni)    | 24    | Lilla                    |
| 20 | A    | Magnus Erlingmark | 8 luglio 1968 (25 anni)     | 24    | IFK Göteborg             |
| 21 | A    | Jesper Blomqvist  | 5 febbraio 1974 (20 anni)   | 8     | IFK Göteborg             |
| 22 | P    | Magnus Hedman     | 19 marzo 1973 (21 anni)     | 0     | AIK                      |

## Gruppo C

### Bolivia
Commissario tecnico:  Xabier Azkargorta
| N. | Pos. | Giocatore              | Data nascita (età)          | Pres. | Squadra           |
| -- | ---- | ---------------------- | --------------------------- | ----- | ----------------- |
| 1  | P    | Carlos Trucco          | 11 agosto 1957 (36 anni)    | 21    | Bolivar           |
| 2  | D    | Juan Manuel Peña       | 17 gennaio 1973 (21 anni)   | 21    | Santa Fe          |
| 3  | D    | Marco Sandy            | 29 agosto 1971 (22 anni)    | 26    | Bolivar           |
| 4  | D    | Miguel Rimba           | 1º novembre 1967 (26 anni)  | 35    | Bolivar           |
| 5  | D    | Gustavo Quinteros      | 15 febbraio 1965 (29 anni)  | 5     | The Strongest     |
| 6  | C    | Carlos Borja           | 25 dicembre 1956 (37 anni)  | 76    | Bolivar           |
| 7  | A    | Mario Pinedo           | 9 aprile 1964 (30 anni)     | 1     | Oriente Petrolero |
| 8  | C    | José Milton Melgar     | 20 settembre 1959 (34 anni) | 65    | The Strongest     |
| 9  | A    | Álvaro Peña            | 11 febbraio 1966 (28 anni)  | 11    | Temuco            |
| 10 | C    | Marco Etcheverry       | 26 settembre 1970 (23 anni) | 23    | Colo Colo         |
| 11 | A    | Jaime Moreno           | 19 gennaio 1974 (20 anni)   | 23    | Blooming          |
| 12 | P    | Darío Rojas            | 20 gennaio 1960 (34 anni)   | 4     | Oriente Petrolero |
| 13 | D    | Modesto Soruco         | 12 febbraio 1966 (28 anni)  | 3     | Once Caldas       |
| 14 | C    | Mauricio Ramos         | 23 settembre 1969 (24 anni) | 1     | Destroyers        |
| 15 | D    | Vladimir Soria         | 15 luglio 1961 (32 anni)    | 16    | Bolivar           |
| 16 | A    | Luis Cristaldo         | 31 agosto 1969 (24 anni)    | 29    | Bolivar           |
| 17 | C    | Óscar Sánchez          | 16 luglio 1971 (22 anni)    | 3     | Atlético Nacional |
| 18 | A    | Luis Ramallo           | 4 luglio 1961 (32 anni)     | 3     | Oriente Petrolero |
| 19 | P    | Marcelo Torrico        | 11 gennaio 1972 (22 anni)   | ?     | The Strongest     |
| 20 | C    | Ramiro Castillo        | 27 marzo 1966 (28 anni)     | 25    | Platense          |
| 21 | A    | Erwin Sánchez          | 19 ottobre 1969 (24 anni)   | 29    | Boavista          |
| 22 | A    | Julio César Baldivieso | 2 dicembre 1971 (22 anni)   | 31    | Bolivar           |

### Corea del Sud
Commissario tecnico: Kim Ho
| N. | Pos. | Giocatore      | Data nascita (età)          | Pres. | Squadra              |
| -- | ---- | -------------- | --------------------------- | ----- | -------------------- |
| 1  | P    | Choi In-Young  | 5 marzo 1962 (32 anni)      | 3     | Hyundai Horangi      |
| 2  | C    | Chung Jong-Son | 20 marzo 1966 (28 anni)     | 3     | Hyundai Horangi      |
| 3  | D    | Lee Jong-Hwa   | 20 luglio 1963 (30 anni)    | ?     | Ilhwa Chunma         |
| 4  | D    | Kim Pan-Keun   | 5 marzo 1966 (28 anni)      | 0     | LG Cheetahs          |
| 5  | D    | Park Jung-Bae  | 19 febbraio 1967 (27 anni)  | 0     | Daewoo Royals        |
| 6  | C    | Lee Young-Jin  | 27 ottobre 1963 (30 anni)   | 1     | LG Cheetahs          |
| 7  | C    | Shin Hong-Gi   | 4 maggio 1968 (26 anni)     | 0     | Hyundai Horangi      |
| 8  | C    | Noh Jung-Yoon  | 28 marzo 1971 (23 anni)     | 3     | Sanfrecce Hiroshima  |
| 9  | A    | Kim Joo-Sung   | 17 gennaio 1966 (28 anni)   | 14    | Bochum               |
| 10 | A    | Ko Jeong-Woon  | 27 giugno 1966 (27 anni)    | 0     | Ilhwa Chunma         |
| 11 | A    | Seo Jung-Won   | 17 dicembre 1970 (23 anni)  | 3     | Sangmu               |
| 12 | D    | Choi Yong-Il   | 25 aprile 1966 (28 anni)    | 0     | Hyundai Horangi      |
| 13 | D    | An Ik-soo      | 6 maggio 1965 (29 anni)     | ?     | Ilhwa Chunma         |
| 14 | C    | Choi Dae-Shik  | 10 gennaio 1971 (23 anni)   | 0     | LG Cheetahs          |
| 15 | A    | Cho Jin-Ho     | 2 agosto 1972 (21 anni)     | 0     | POSCO Atoms          |
| 16 | C    | Ha Seok-Ju     | 20 febbraio 1968 (26 anni)  | 33    | Daewoo Royals        |
| 17 | D    | Gu Sang-Bum    | 15 giugno 1964 (30 anni)    | 63    | Daewoo Royals        |
| 18 | A    | Hwang Sun-hong | 14 luglio 1968 (25 anni)    | 46    | POSCO Atoms          |
| 19 | C    | Choi Moon-Sik  | 6 gennaio 1971 (23 anni)    | 0     | POSCO Atoms          |
| 20 | D    | Hong Myung-Bo  | 12 febbraio 1969 (25 anni)  | 47    | POSCO Atoms          |
| 21 | P    | Park Chul-Woo  | 29 settembre 1965 (28 anni) | ?     | LG Cheetahs          |
| 22 | P    | Lee Woon-jae   | 26 aprile 1973 (21 anni)    | 1     | Kyung Hee University |

### Germania
Commissario tecnico: Berti Vogts
| N. | Pos. | Giocatore        | Data nascita (età)          | Pres. | Squadra               |
| -- | ---- | ---------------- | --------------------------- | ----- | --------------------- |
| 1  | P    | Bodo Illgner     | 7 aprile 1967 (27 anni)     | 49    | Colonia               |
| 2  | C    | Thomas Strunz    | 25 aprile 1968 (26 anni)    | 13    | Stoccarda             |
| 3  | D    | Andreas Brehme   | 9 novembre 1960 (33 anni)   | 81    | Kaiserslautern        |
| 4  | D    | Jürgen Kohler    | 6 ottobre 1965 (28 anni)    | 65    | Juventus              |
| 5  | D    | Thomas Helmer    | 21 aprile 1965 (29 anni)    | 25    | Bayern Monaco         |
| 6  | C    | Guido Buchwald   | 24 gennaio 1961 (33 anni)   | 73    | Stoccarda             |
| 7  | C    | Andreas Möller   | 2 settembre 1967 (26 anni)  | 40    | Juventus              |
| 8  | C    | Thomas Häßler    | 30 maggio 1966 (28 anni)    | 50    | Roma                  |
| 9  | A    | Karlheinz Riedle | 16 settembre 1965 (28 anni) | 39    | Borussia Dortmund     |
| 10 | C    | Lothar Matthäus  | 21 marzo 1961 (33 anni)     | 112   | Bayern Monaco         |
| 11 | A    | Stefan Kuntz     | 30 ottobre 1962 (31 anni)   | 4     | Kaiserslautern        |
| 12 | P    | Andreas Köpke    | 12 marzo 1962 (32 anni)     | 14    | Norimberga            |
| 13 | A    | Rudi Völler      | 13 aprile 1960 (34 anni)    | 87    | Olympique Marsiglia   |
| 14 | D    | Thomas Berthold  | 12 novembre 1964 (29 anni)  | 54    | Stoccarda             |
| 15 | C    | Maurizio Gaudino | 12 dicembre 1966 (27 anni)  | 5     | Eintracht Francoforte |
| 16 | C    | Matthias Sammer  | 5 settembre 1967 (26 anni)  | 24    | Borussia Dortmund     |
| 17 | C    | Martin Wagner    | 24 febbraio 1968 (26 anni)  | 3     | Kaiserslautern        |
| 18 | A    | Jürgen Klinsmann | 30 luglio 1964 (29 anni)    | 60    | Monaco                |
| 19 | A    | Ulf Kirsten      | 4 dicembre 1965 (28 anni)   | 10    | Bayer Leverkusen      |
| 20 | C    | Stefan Effenberg | 2 agosto 1968 (25 anni)     | 30    | Fiorentina            |
| 21 | C    | Mario Basler     | 18 dicembre 1968 (25 anni)  | 5     | Werder Brema          |
| 22 | P    | Oliver Kahn      | 15 giugno 1969 (25 anni)    | 0     | Karlsruhe             |

### Spagna
Commissario tecnico: Javier Clemente
| N. | Pos. | Giocatore               | Data nascita (età)          | Pres. | Squadra             |
| -- | ---- | ----------------------- | --------------------------- | ----- | ------------------- |
| 1  | P    | Andoni Zubizarreta      | 23 ottobre 1961 (32 anni)   | 87    | Barcellona          |
| 2  | D    | Albert Ferrer           | 6 giugno 1970 (24 anni)     | 16    | Barcellona          |
| 3  | D    | Jorge Otero             | 8 marzo 1969 (25 anni)      | 5     | Celta Vigo          |
| 4  | D    | Francisco José Camarasa | 27 settembre 1967 (26 anni) | 9     | Valencia            |
| 5  | D    | Abelardo                | 19 marzo 1970 (24 anni)     | 9     | Sporting Gijón      |
| 6  | D    | Fernando Hierro         | 23 marzo 1968 (26 anni)     | 23    | Real Madrid         |
| 7  | C    | Jon Andoni Goikoetxea   | 21 ottobre 1965 (28 anni)   | 22    | Barcellona          |
| 8  | C    | Julen Guerrero          | 7 gennaio 1974 (20 anni)    | 9     | Athletic Bilbao     |
| 9  | C    | Josep Guardiola         | 18 gennaio 1971 (23 anni)   | 11    | Barcellona          |
| 10 | C    | José Mari Bakero        | 11 febbraio 1963 (31 anni)  | 25    | Barcellona          |
| 11 | A    | Txiki Beguiristáin      | 12 agosto 1964 (29 anni)    | 21    | Barcellona          |
| 12 | D    | Sergi                   | 28 dicembre 1971 (22 anni)  | 2     | Barcellona          |
| 13 | P    | Santiago Cañizares      | 18 dicembre 1969 (24 anni)  | 4     | Celta Vigo          |
| 14 | A    | Juanele                 | 10 aprile 1971 (23 anni)    | 5     | Sporting Gijón      |
| 15 | C    | José Luis Caminero      | 8 novembre 1967 (26 anni)   | 4     | Atlético Madrid     |
| 16 | A    | Felipe Miñambres        | 29 aprile 1965 (29 anni)    | 4     | Tenerife            |
| 17 | D    | Voro                    | 9 ottobre 1963 (30 anni)    | 4     | Deportivo La Coruña |
| 18 | D    | Rafael Alkorta          | 16 settembre 1968 (25 anni) | 19    | Real Madrid         |
| 19 | A    | Julio Salinas           | 11 settembre 1962 (31 anni) | 43    | Barcellona          |
| 20 | C    | Miguel Ángel Nadal      | 28 luglio 1966 (27 anni)    | 12    | Barcellona          |
| 21 | C    | Luis Enrique            | 8 maggio 1970 (24 anni)     | 5     | Real Madrid         |
| 22 | P    | Julen Lopetegui         | 28 agosto 1966 (27 anni)    | 1     | Logroñés            |

## Gruppo D

### Argentina
Commissario tecnico: Alfio Basile
| N. | Pos. | Giocatore              | Data nascita (età)         | Pres. | Squadra              |
| -- | ---- | ---------------------- | -------------------------- | ----- | -------------------- |
| 1  | P    | Sergio Goycochea       | 17 ottobre 1963 (30 anni)  | 36    | River Plate          |
| 2  | D    | Sergio Vázquez         | 23 novembre 1965 (28 anni) | 24    | Universidad Católica |
| 3  | D    | José Chamot            | 17 maggio 1969 (25 anni)   | 9     | Foggia               |
| 4  | D    | Roberto Néstor Sensini | 12 ottobre 1966 (27 anni)  | 21    | Parma                |
| 5  | C    | Fernando Redondo       | 6 giugno 1969 (25 anni)    | 16    | Tenerife             |
| 6  | D    | Oscar Ruggeri          | 26 gennaio 1962 (32 anni)  | 93    | San Lorenzo          |
| 7  | A    | Claudio Caniggia       | 9 gennaio 1967 (27 anni)   | 35    | Roma                 |
| 8  | C    | José Basualdo          | 20 giugno 1963 (30 anni)   | 21    | Vélez Sársfield      |
| 9  | A    | Gabriel Batistuta      | 1º febbraio 1969 (25 anni) | 33    | Fiorentina           |
| 10 | C    | Diego Maradona         | 30 ottobre 1960 (33 anni)  | 89    | Svincolato           |
| 11 | A    | Ramón Medina Bello     | 29 aprile 1966 (28 anni)   | 10    | Yokohama Marinos     |
| 12 | P    | Luis Islas             | 22 dicembre 1965 (28 anni) | 27    | Independiente        |
| 13 | D    | Fernando Cáceres       | 7 febbraio 1969 (25 anni)  | 7     | Real Zaragoza        |
| 14 | C    | Diego Simeone          | 28 aprile 1970 (24 anni)   | 37    | Siviglia             |
| 15 | D    | Jorge Borelli          | 2 novembre 1964 (29 anni)  | 12    | Racing Club          |
| 16 | D    | Hernán Díaz            | 26 febbraio 1965 (29 anni) | 21    | River Plate          |
| 17 | A    | Ariel Ortega           | 4 marzo 1974 (20 anni)     | 10    | River Plate          |
| 18 | C    | Hugo Pérez             | 6 settembre 1968 (25 anni) | 8     | Independiente        |
| 19 | A    | Abel Balbo             | 1º giugno 1966 (28 anni)   | 11    | Roma                 |
| 20 | C    | Leonardo Rodríguez     | 27 agosto 1966 (27 anni)   | 24    | Borussia Dortmund    |
| 21 | C    | Alejandro Mancuso      | 4 settembre 1968 (25 anni) | 5     | Boca Juniors         |
| 22 | P    | Norberto Scoponi       | 13 gennaio 1961 (33 anni)  | 0     | Newell's Old Boys    |

### Bulgaria
Commissario tecnico: Dimităr Penev
| N. | Pos. | Giocatore         | Data nascita (età)         | Pres. | Squadra           |
| -- | ---- | ----------------- | -------------------------- | ----- | ----------------- |
| 1  | P    | Borislav Mihajlov | 12 febbraio 1962 (32 anni) | 66    | Mulhouse          |
| 2  | D    | Emil Kremenliev   | 13 agosto 1969 (24 anni)   | 7     | Levski Sofia      |
| 3  | D    | Trifon Ivanov     | 27 luglio 1965 (28 anni)   | 39    | Neuchâtel         |
| 4  | D    | Canko Cvetanov    | 6 gennaio 1970 (24 anni)   | 16    | Levski Sofia      |
| 5  | D    | Petăr Hubčev      | 26 febbraio 1964 (30 anni) | 15    | Amburgo           |
| 6  | C    | Zlatko Jankov     | 7 agosto 1966 (27 anni)    | 31    | Levski Sofia      |
| 7  | A    | Emil Kostadinov   | 12 agosto 1967 (26 anni)   | 32    | Porto             |
| 8  | A    | Hristo Stoičkov   | 8 febbraio 1966 (28 anni)  | 41    | Barcellona        |
| 9  | C    | Jordan Lečkov     | 9 luglio 1967 (26 anni)    | 14    | Amburgo           |
| 10 | A    | Nasko Sirakov     | 26 aprile 1962 (32 anni)   | 55    | Levski Sofia      |
| 11 | C    | Daniel Borimirov  | 16 gennaio 1970 (24 anni)  | 9     | Levski Sofia      |
| 12 | P    | Plamen Nikolov    | 20 agosto 1961 (32 anni)   | 5     | Levski Sofia      |
| 13 | A    | Ivajlo Jordanov   | 22 aprile 1968 (26 anni)   | 10    | Sporting          |
| 14 | C    | Bončo Genčev      | 7 luglio 1964 (29 anni)    | 4     | Ipswich Town      |
| 15 | D    | Nikolaj Iliev     | 31 marzo 1964 (30 anni)    | 48    | Rennes            |
| 16 | D    | Ilijan Kirjakov   | 4 agosto 1967 (26 anni)    | 25    | Merida            |
| 17 | C    | Petăr Mihtarski   | 15 luglio 1966 (27 anni)   | 5     | Pirin Blagoevgrad |
| 18 | A    | Petăr Aleksandrov | 7 dicembre 1962 (31 anni)  | 26    | Aarau             |
| 19 | C    | Georgi Georgiev   | 10 gennaio 1963 (31 anni)  | 10    | Mulhouse          |
| 20 | C    | Krasimir Balăkov  | 29 marzo 1966 (28 anni)    | 33    | Sporting          |
| 21 | A    | Velko Jotov       | 26 agosto 1970 (23 anni)   | 6     | RCD Espanyol      |
| 22 | C    | Ivajlo Andonov    | 14 agosto 1967 (26 anni)   | 5     | CSKA Sofia        |

### Grecia
Commissario tecnico: Alketas Panagoulias
| N. | Pos. | Giocatore               | Data nascita (età)          | Pres. | Squadra        |
| -- | ---- | ----------------------- | --------------------------- | ----- | -------------- |
| 1  | P    | Antōnīs Mīnou           | 4 maggio 1958 (36 anni)     | 15    | Apollon        |
| 2  | D    | Stratos Apostolakīs     | 11 maggio 1964 (30 anni)    | 60    | Panathīnaïkos  |
| 3  | D    | Thanasīs Kolitsidakīs   | 20 novembre 1966 (27 anni)  | 12    | Panathīnaïkos  |
| 4  | D    | Stelios Manōlas         | 13 luglio 1961 (32 anni)    | 70    | AEK Atene      |
| 5  | D    | Ioannis Kalitzakis      | 17 febbraio 1966 (28 anni)  | 36    | Panathīnaïkos  |
| 6  | C    | Panagiōtīs Tsalouchidīs | 30 marzo 1963 (31 anni)     | 60    | Olympiacos     |
| 7  | A    | Dīmītrīs Saravakos      | 26 luglio 1961 (32 anni)    | 76    | Panathīnaïkos  |
| 8  | C    | Nikos Nioplias          | 17 gennaio 1965 (29 anni)   | 36    | Panathīnaïkos  |
| 9  | A    | Nikos Machlas           | 16 giugno 1973 (21 anni)    | 12    | OFI Creta      |
| 10 | C    | Tasos Mītropoulos       | 23 agosto 1957 (36 anni)    | 74    | AEK Atene      |
| 11 | C    | Nikos Tsiantakīs        | 20 ottobre 1963 (30 anni)   | 45    | Olympiacos     |
| 12 | C    | Spiros Marangos         | 20 febbraio 1967 (27 anni)  | 21    | Panathīnaïkos  |
| 13 | D    | Vaios Karagiannīs       | 25 giugno 1968 (25 anni)    | 6     | AEK Atene      |
| 14 | A    | Vasilīs Dīmītriadīs     | 1º febbraio 1966 (28 anni)  | 26    | AEK Atene      |
| 15 | P    | Chrīstos Karkamanīs     | 22 settembre 1969 (24 anni) | 5     | Aris Salonicco |
| 16 | A    | Alexīs Alexoudīs        | 20 giugno 1972 (21 anni)    | 3     | OFI Creta      |
| 17 | C    | Minas Hantzidis         | 4 luglio 1966 (27 anni)     | 7     | Olympiacos     |
| 18 | D    | Kiriakos Karataidids    | 4 luglio 1965 (28 anni)     | 14    | Olympiacos     |
| 19 | C    | Savvas Kōfidīs          | 21 marzo 1961 (33 anni)     | 64    | Aris Salonicco |
| 20 | P    | Elias Atmatsidis        | 24 aprile 1969 (25 anni)    | 4     | AEK Atene      |
| 21 | A    | Alexandros Alexandris   | 21 ottobre 1968 (25 anni)   | 10    | Olympiacos     |
| 22 | D    | Alexandros Alexiou      | 8 settembre 1963 (30 anni)  | 8     | PAOK           |

### Nigeria
Commissario tecnico:  Clemens Westerhof
| N. | Pos. | Giocatore           | Data nascita (età)          | Pres. | Squadra               |
| -- | ---- | ------------------- | --------------------------- | ----- | --------------------- |
| 1  | P    | Peter Rufai         | 24 agosto 1963 (30 anni)    | 55    | GA Eagles             |
| 2  | D    | Augustine Eguavoen  | 19 agosto 1965 (28 anni)    | 35    | Kortrijk              |
| 3  | D    | Benedict Iroha      | 29 novembre 1969 (24 anni)  | 1     | Vitesse Arnhem        |
| 4  | D    | Stephen Keshi       | 23 gennaio 1962 (32 anni)   | 59    | Molenbeek             |
| 5  | D    | Uche Okechukwu      | 4 novembre 1967 (26 anni)   | 26    | Fenerbahçe            |
| 6  | D    | Chidi Nwanu         | 1º gennaio 1967 (27 anni)   | 3     | Anderlecht            |
| 7  | C    | Finidi George       | 15 aprile 1971 (23 anni)    | 23    | Ajax                  |
| 8  | C    | Thompson Oliha      | 4 ottobre 1968 (25 anni)    | 6     | Africa Sports         |
| 9  | A    | Rashidi Yekini      | 23 ottobre 1963 (30 anni)   | 46    | Vitoria Setubal       |
| 10 | C    | Jay-Jay Okocha      | 14 agosto 1973 (20 anni)    | 10    | Eintracht Francoforte |
| 11 | A    | Emmanuel Amunike    | 25 dicembre 1970 (23 anni)  | 8     | Zamalek               |
| 12 | C    | Samson Siasia       | 14 agosto 1967 (26 anni)    | 32    | Nantes                |
| 13 | D    | Emeka Ezeugo        | 16 dicembre 1965 (28 anni)  | 8     | Budapest-Honvéd       |
| 14 | A    | Daniel Amokachi     | 30 dicembre 1972 (21 anni)  | 26    | Club Bruges           |
| 15 | C    | Sunday Oliseh       | 14 settembre 1974 (19 anni) | 8     | Standard Liegi        |
| 16 | P    | Alloysius Agu       | 12 luglio 1967 (26 anni)    | 5     | Standard Liegi        |
| 17 | A    | Victor Ikpeba       | 12 giugno 1973 (21 anni)    | 10    | Monaco                |
| 18 | A    | Efan Ekoku          | 8 giugno 1967 (27 anni)     | 3     | Norwich City          |
| 19 | D    | Michael Emenalo     | 14 luglio 1965 (28 anni)    | 0     | Eintracht Trier       |
| 20 | D    | Uche Okafor         | 8 agosto 1967 (26 anni)     | 6     | Hannover 96           |
| 21 | C    | Mutiu Adepoju       | 22 dicembre 1970 (23 anni)  | 18    | Racing de Santander   |
| 22 | P    | Wilfred Agbonavbare | 5 ottobre 1965 (28 anni)    | 14    | Rayo Vallecano        |

## Gruppo E

### Irlanda
Commissario tecnico:  Jack Charlton
| N. | Pos. | Giocatore          | Data nascita (età)          | Pres. | Squadra             |
| -- | ---- | ------------------ | --------------------------- | ----- | ------------------- |
| 1  | P    | Packie Bonner      | 24 maggio 1960 (34 anni)    | 73    | Celtic              |
| 2  | D    | Denis Irwin        | 31 ottobre 1965 (28 anni)   | 26    | Manchester Utd      |
| 3  | D    | Terry Phelan       | 16 marzo 1967 (27 anni)     | 22    | Manchester City     |
| 4  | D    | Kevin Moran        | 29 aprile 1956 (38 anni)    | 71    | Blackburn Rovers    |
| 5  | D    | Paul McGrath       | 4 dicembre 1959 (34 anni)   | 65    | Aston Villa         |
| 6  | C    | Roy Keane          | 10 agosto 1971 (22 anni)    | 22    | Manchester Utd      |
| 7  | C    | Andy Townsend      | 23 luglio 1963 (30 anni)    | 45    | Aston Villa         |
| 8  | C    | Ray Houghton       | 9 gennaio 1962 (32 anni)    | 58    | Aston Villa         |
| 9  | A    | John Aldridge      | 18 settembre 1958 (35 anni) | 57    | Tranmere Rovers     |
| 10 | C    | John Sheridan      | 1º ottobre 1964 (29 anni)   | 20    | Sheffield Wednesday |
| 11 | D    | Steve Staunton     | 19 gennaio 1969 (25 anni)   | 47    | Aston Villa         |
| 12 | D    | Gary Kelly         | 9 luglio 1974 (19 anni)     | 5     | Leeds Utd           |
| 13 | D    | Alan Kernaghan     | 25 aprile 1967 (27 anni)    | 11    | Manchester City     |
| 14 | D    | Phil Babb          | 30 ottobre 1970 (23 anni)   | 5     | Coventry City       |
| 15 | A    | Tommy Coyne        | 14 novembre 1962 (31 anni)  | 14    | Motherwell          |
| 16 | A    | Tony Cascarino     | 1º settembre 1962 (31 anni) | 50    | Chelsea             |
| 17 | C    | Eddie McGoldrick   | 30 aprile 1965 (29 anni)    | 12    | Arsenal             |
| 18 | C    | Ronnie Whelan      | 25 settembre 1961 (32 anni) | 50    | Liverpool           |
| 19 | C    | Alan McLoughlin    | 20 aprile 1967 (27 anni)    | 17    | Portsmouth          |
| 20 | A    | David Thomas Kelly | 25 novembre 1965 (28 anni)  | 16    | Wolverhampton       |
| 21 | C    | Jason McAteer      | 18 giugno 1971 (22 anni)    | 5     | Bolton Wanderers    |
| 22 | P    | Alan Kelly         | 11 agosto 1968 (25 anni)    | 3     | Sheffield United    |

### Italia
Commissario tecnico: Arrigo Sacchi
| N. | Pos. | Giocatore             | Data nascita (età)         | Pres. | Squadra   |
| -- | ---- | --------------------- | -------------------------- | ----- | --------- |
| 1  | P    | Gianluca Pagliuca     | 18 dicembre 1966 (27 anni) | 18    | Sampdoria |
| 2  | D    | Luigi Apolloni        | 2 maggio 1967 (27 anni)    | 1     | Parma     |
| 3  | D    | Antonio Benarrivo     | 21 agosto 1968 (25 anni)   | 8     | Parma     |
| 4  | D    | Alessandro Costacurta | 24 aprile 1966 (28 anni)   | 20    | Milan     |
| 5  | D    | Paolo Maldini         | 26 giugno 1968 (25 anni)   | 51    | Milan     |
| 6  | D    | Franco Baresi         | 8 maggio 1960 (34 anni)    | 77    | Milan     |
| 7  | D    | Lorenzo Minotti       | 8 febbraio 1967 (27 anni)  | 2     | Parma     |
| 8  | D    | Roberto Mussi         | 25 agosto 1963 (30 anni)   | 2     | Torino    |
| 9  | D    | Mauro Tassotti        | 19 gennaio 1960 (34 anni)  | 5     | Milan     |
| 10 | A    | Roberto Baggio        | 18 febbraio 1967 (27 anni) | 36    | Juventus  |
| 11 | C    | Demetrio Albertini    | 23 agosto 1971 (22 anni)   | 15    | Milan     |
| 12 | P    | Luca Marchegiani      | 22 febbraio 1966 (28 anni) | 5     | Lazio     |
| 13 | C    | Dino Baggio           | 24 luglio 1971 (22 anni)   | 13    | Juventus  |
| 14 | C    | Nicola Berti          | 14 aprile 1967 (27 anni)   | 26    | Inter     |
| 15 | C    | Antonio Conte         | 31 luglio 1969 (24 anni)   | 1     | Juventus  |
| 16 | C    | Roberto Donadoni      | 9 settembre 1963 (30 anni) | 51    | Milan     |
| 17 | C    | Alberico Evani        | 1º gennaio 1963 (31 anni)  | 11    | Sampdoria |
| 18 | A    | Pierluigi Casiraghi   | 4 marzo 1969 (25 anni)     | 16    | Lazio     |
| 19 | A    | Daniele Massaro       | 23 maggio 1961 (33 anni)   | 9     | Milan     |
| 20 | A    | Giuseppe Signori      | 17 febbraio 1968 (26 anni) | 16    | Lazio     |
| 21 | A    | Gianfranco Zola       | 5 luglio 1966 (27 anni)    | 6     | Parma     |
| 22 | P    | Luca Bucci            | 13 marzo 1969 (25 anni)    | 0     | Parma     |

Come da tradizione, eccezion fatta per i portieri che indossarono le tradizionali casacche 1, 12, 22,  Roberto Baggio che si tenne la 10 e Franco Baresi la 6, gli altri giocatori vennero ordinati in ordine alfabetico per ruolo: i difensori dal 2 al 9, centrocampo dall'11 al 17, e attaccanti dal 18 al 21.

### Messico
Commissario tecnico: Miguel Mejía Barón
| N. | Pos. | Giocatore                    | Data nascita (età)         | Pres. | Squadra         |
| -- | ---- | ---------------------------- | -------------------------- | ----- | --------------- |
| 1  | P    | Jorge Campos                 | 15 ottobre 1966 (27 anni)  | 54    | U.N.A.M.        |
| 2  | D    | Claudio Suárez               | 17 dicembre 1968 (25 anni) | 41    | U.N.A.M.        |
| 3  | D    | Juan de Dios Ramírez Perales | 8 marzo 1969 (25 anni)     | 42    | U.N.A.M.        |
| 4  | D    | Ignacio Ambríz               | 7 febbraio 1965 (29 anni)  | 51    | Necaxa          |
| 5  | D    | Ramón Ramírez                | 5 dicembre 1969 (24 anni)  | 31    | Santos          |
| 6  | C    | Marcelino Bernal             | 27 maggio 1962 (32 anni)   | 28    | Toluca          |
| 7  | A    | Carlos Hermosillo            | 24 agosto 1964 (29 anni)   | 57    | Cruz Azul       |
| 8  | C    | Alberto García Aspe          | 11 maggio 1967 (27 anni)   | 29    | Necaxa          |
| 9  | A    | Hugo Sánchez                 | 11 luglio 1958 (35 anni)   | 57    | Rayo Vallecano  |
| 10 | A    | Luis García                  | 1º giugno 1969 (25 anni)   | 31    | Atlético Madrid |
| 11 | A    | Luis Roberto Alves           | 23 maggio 1967 (27 anni)   | 48    | América         |
| 12 | P    | Félix Fernández              | 1º novembre 1967 (26 anni) | 3     | Atlante         |
| 13 | C    | Juan Carlos Chávez           | 18 gennaio 1967 (27 anni)  | 2     | Atlas           |
| 14 | C    | Joaquín del Olmo             | 20 aprile 1969 (25 anni)   | 17    | Veracruz        |
| 15 | C    | Missael Espinoza             | 12 aprile 1965 (29 anni)   | 35    | Guadalajara     |
| 16 | C    | Luis Antonio Valdéz          | 1º luglio 1967 (26 anni)   | 11    | León            |
| 17 | C    | Benjamín Galindo             | 11 dicembre 1960 (33 anni) | 35    | Guadalajara     |
| 18 | D    | José Luis Salgado            | 3 aprile 1966 (28 anni)    | 2     | Atlante         |
| 19 | A    | Luis Miguel Salvador         | 26 febbraio 1968 (26 anni) | 17    | Guadalajara     |
| 20 | C    | Jorge Rodríguez              | 18 aprile 1968 (26 anni)   | 22    | Toluca          |
| 21 | D    | Raúl Gutiérrez               | 16 ottobre 1966 (27 anni)  | 21    | Atlante         |
| 22 | P    | Adrián Chávez                | 27 giugno 1962 (31 anni)   | 7     | América         |

### Norvegia
Commissario tecnico: Egil Olsen
| N. | Pos. | Giocatore           | Data nascita (età)          | Pres. | Squadra           |
| -- | ---- | ------------------- | --------------------------- | ----- | ----------------- |
| 1  | P    | Erik Thorstvedt     | 28 ottobre 1962 (31 anni)   | 84    | Tottenham         |
| 2  | D    | Gunnar Halle        | 11 agosto 1965 (28 anni)    | 44    | Oldham Athletic   |
| 3  | D    | Erland Johnsen      | 5 aprile 1967 (27 anni)     | 20    | Chelsea           |
| 4  | D    | Rune Bratseth       | 19 marzo 1961 (33 anni)     | 57    | Werder Bremen     |
| 5  | D    | Stig Inge Bjørnebye | 11 dicembre 1969 (24 anni)  | 34    | Liverpool         |
| 6  | A    | Jostein Flo         | 3 ottobre 1964 (29 anni)    | 23    | Sheffield United  |
| 7  | C    | Erik Mykland        | 21 luglio 1971 (22 anni)    | 25    | Start             |
| 8  | C    | Øyvind Leonhardsen  | 17 agosto 1970 (23 anni)    | 29    | Rosenborg         |
| 9  | A    | Jan Åge Fjørtoft    | 10 gennaio 1967 (27 anni)   | 50    | Swindon Town      |
| 10 | C    | Kjetil Rekdal       | 6 novembre 1968 (25 anni)   | 32    | Lierse            |
| 11 | C    | Mini Jakobsen       | 8 novembre 1965 (28 anni)   | 44    | Young Boys        |
| 12 | P    | Frode Grodås        | 24 ottobre 1964 (29 anni)   | 12    | Lillestrøm        |
| 13 | P    | Ola By Rise         | 14 novembre 1960 (33 anni)  | 25    | Rosenborg         |
| 14 | D    | Roger Nilsen        | 8 agosto 1969 (24 anni)     | 20    | Sheffield United  |
| 15 | C    | Karl Petter Løken   | 14 agosto 1966 (27 anni)    | 32    | Rosenborg         |
| 16 | A    | Gøran Sørloth       | 16 luglio 1962 (31 anni)    | 54    | Bursaspor         |
| 17 | D    | Dan Eggen           | 13 gennaio 1970 (24 anni)   | 2     | Brøndby           |
| 18 | D    | Alf-Inge Håland     | 23 novembre 1972 (21 anni)  | 3     | Nottingham Forest |
| 19 | C    | Roar Strand         | 2 febbraio 1970 (24 anni)   | 1     | Rosenborg         |
| 20 | D    | Henning Berg        | 1º settembre 1969 (24 anni) | 16    | Blackburn Rovers  |
| 21 | A    | Sigurd Rushfeldt    | 11 dicembre 1972 (21 anni)  | 1     | Tromsø            |
| 22 | C    | Lars Bohinen        | 8 settembre 1969 (24 anni)  | 29    | Nottingham Forest |

## Gruppo F

### Arabia Saudita
Commissario tecnico:  Jorge Solari
| N. | Pos. | Giocatore            | Data nascita (età)          | Pres. | Squadra     |
| -- | ---- | -------------------- | --------------------------- | ----- | ----------- |
| 1  | P    | Mohamed Al-Deayea    | 2 agosto 1972 (21 anni)     | 32    | Al-Ta'ee    |
| 2  | D    | Abdullah Al-Dosari   | 1º novembre 1969 (24 anni)  | 12    | Al-Ittihad  |
| 3  | D    | Mohammed Al-Khilaiwi | 21 agosto 1971 (22 anni)    | 37    | Al-Ittihad  |
| 4  | D    | Abdullah Zubromawi   | 15 novembre 1973 (20 anni)  | 12    | Al-Ahli     |
| 5  | D    | Ahmad Jamil Madani   | 6 gennaio 1970 (24 anni)    | 69    | Al-Ittihad  |
| 6  | C    | Fuad Amin            | 13 ottobre 1972 (21 anni)   | 47    | Al-Shabab   |
| 7  | A    | Fahad Al-Ghesheyan   | 1º agosto 1973 (20 anni)    | 0     | Al-Hilal    |
| 8  | C    | Fahad Al-Bishi       | 10 settembre 1965 (28 anni) | 15    | Al-Nasser   |
| 9  | A    | Majed Abdullah       | 1º novembre 1959 (34 anni)  | 114   | Al-Nasser   |
| 10 | A    | Saeed Al-Owairan     | 19 agosto 1967 (26 anni)    | 7     | Al-Shabab   |
| 11 | A    | Fahad Al-Mehallel    | 11 novembre 1970 (23 anni)  | 30    | Al-Shabab   |
| 12 | A    | Sami Al-Jaber        | 11 dicembre 1972 (21 anni)  | 32    | Al-Hilal    |
| 13 | D    | Mohamed Al-Jawad     | 28 novembre 1962 (31 anni)  | 117   | Al-Ahli     |
| 14 | C    | Khalid Al-Muwallid   | 23 novembre 1971 (22 anni)  | 51    | Al-Ahli     |
| 15 | D    | Saleh Al-Dawod       | 24 settembre 1968 (25 anni) | 0     | Al-Shabab   |
| 16 | C    | Talal Jebreen        | 25 settembre 1973 (20 anni) | 0     | Al-Riyadh   |
| 17 | D    | Yassir Al-Taifi      | 10 maggio 1971 (23 anni)    | ?     | Al-Riyadh   |
| 18 | D    | Awad Al-Anazi        | 24 settembre 1968 (25 anni) | 1     | Al-Shabab   |
| 19 | C    | Hamzah Saleh         | 19 aprile 1967 (27 anni)    | 0     | Al-Ahli     |
| 20 | A    | Hamzah Idris         | 9 ottobre 1972 (21 anni)    | 7     | Ohud        |
| 21 | P    | Hussein Al-Sadiq     | 15 ottobre 1973 (20 anni)   | 0     | Al-Qadisiya |
| 22 | P    | Ibrahim Al-Helwah    | 18 agosto 1972 (21 anni)    | ?     | Al-Riyadh   |

### Belgio
Commissario tecnico: Paul Van Himst
| N. | Pos. | Giocatore               | Data nascita (età)         | Pres. | Squadra        |
| -- | ---- | ----------------------- | -------------------------- | ----- | -------------- |
| 1  | P    | Michel Preud'homme      | 24 gennaio 1959 (35 anni)  | 51    | Mechelen       |
| 2  | D    | Dirk Medved             | 15 giugno 1968 (26 anni)   | 13    | Club Bruges    |
| 3  | D    | Vital Borkelmans        | 1º giugno 1963 (31 anni)   | 19    | Club Bruges    |
| 4  | D    | Philippe Albert         | 10 agosto 1967 (26 anni)   | 30    | Anderlecht     |
| 5  | D    | Rudi Smidts             | 12 agosto 1963 (30 anni)   | 12    | Anversa        |
| 6  | D    | Lorenzo Staelens        | 20 aprile 1964 (30 anni)   | 19    | Club Bruges    |
| 7  | C    | Franky Van Der Elst     | 30 aprile 1961 (33 anni)   | 61    | Club Bruges    |
| 8  | A    | Luc Nilis               | 25 maggio 1967 (27 anni)   | 25    | Anderlecht     |
| 9  | A    | Marc Degryse            | 4 settembre 1965 (28 anni) | 48    | Anderlecht     |
| 10 | C    | Enzo Scifo              | 19 febbraio 1966 (28 anni) | 64    | Monaco         |
| 11 | A    | Alexandre Czerniatynski | 28 luglio 1960 (33 anni)   | 30    | Mechelen       |
| 12 | P    | Filip De Wilde          | 5 luglio 1964 (29 anni)    | 4     | Anderlecht     |
| 13 | D    | Georges Grün            | 25 gennaio 1962 (32 anni)  | 69    | Parma          |
| 14 | D    | Michel De Wolf          | 19 gennaio 1958 (36 anni)  | 37    | Anderlecht     |
| 15 | C    | Marc Emmers             | 25 febbraio 1966 (28 anni) | 33    | Anderlecht     |
| 16 | C    | Danny Boffin            | 10 luglio 1965 (28 anni)   | 19    | Anderlecht     |
| 17 | A    | Josip Weber             | 16 novembre 1964 (29 anni) | 2     | Cercle Brugge  |
| 18 | C    | Marc Wilmots            | 22 febbraio 1969 (25 anni) | 23    | Standard Liegi |
| 19 | D    | Eric Van Meir           | 28 febbraio 1968 (26 anni) | 2     | Charleroi      |
| 20 | P    | Dany Verlinden          | 15 agosto 1963 (30 anni)   | 0     | Club Bruges    |
| 21 | C    | Stéphane Van Der Heyden | 3 luglio 1969 (24 anni)    | 3     | Club Bruges    |
| 22 | D    | Pascal Renier           | 3 agosto 1971 (22 anni)    | 1     | Club Bruges    |

### Marocco
Commissario tecnico: Abdellah Blinda
| N. | Pos. | Giocatore             | Data nascita (età)         | Pres. | Squadra              |
| -- | ---- | --------------------- | -------------------------- | ----- | -------------------- |
| 1  | P    | Khalil Azmi           | 23 agosto 1964 (29 anni)   | 19    | Raja Casablanca      |
| 2  | D    | Nacer Abdellah        | 3 marzo 1966 (28 anni)     | 10    | Waregem              |
| 3  | D    | Abdelkrim El Hadrioui | 8 agosto 1972 (21 anni)    | 13    | FAR Rabat            |
| 4  | D    | Tahar El Khalej       | 16 giugno 1968 (26 anni)   | 19    | KAC Marrakesh        |
| 5  | D    | Smahi Triki           | 1º agosto 1967 (26 anni)   | 4     | Châteauroux          |
| 6  | D    | Noureddine Naybet     | 10 febbraio 1970 (24 anni) | 20    | Nantes               |
| 7  | C    | Mustapha Hadji        | 16 novembre 1971 (22 anni) | 5     | Nancy                |
| 8  | C    | Rachid Azzouzi        | 10 gennaio 1971 (23 anni)  | 6     | Duisburg             |
| 9  | A    | Mohammed Chaouch      | 12 dicembre 1966 (27 anni) | 16    | Nice                 |
| 10 | C    | Mustafa El Haddaoui   | 7 marzo 1961 (33 anni)     | 22    | Angers               |
| 11 | D    | Rachid Daoudi         | 21 febbraio 1966 (28 anni) | 22    | WAC Casablanca       |
| 12 | P    | Said Dghay            | 14 gennaio 1964 (30 anni)  | 2     | Olympique Casablanca |
| 13 | D    | Ahmed Bahja           | 21 dicembre 1970 (23 anni) | 0     | KAC Marrakesh        |
| 14 | D    | Ahmed Masbahi         | 17 gennaio 1966 (28 anni)  | 14    | KAC Marrakesh        |
| 15 | C    | El Arbi Hababi        | 12 agosto 1967 (26 anni)   | 9     | Olympique Khouribga  |
| 16 | A    | Hassan Nader          | 8 luglio 1965 (28 anni)    | 18    | Farense              |
| 17 | A    | Abdelsalam El Ghrissi | 5 gennaio 1962 (32 anni)   | 23    | Raja Casablanca      |
| 18 | D    | Rachid Neqrouz        | 10 aprile 1972 (22 anni)   | 2     | Mouloudia Oujda      |
| 19 | A    | Abdelmajid Bouyboud   | 24 ottobre 1966 (27 anni)  | 20    | WAC Casablanca       |
| 20 | C    | Hassan Kachloul       | 19 febbraio 1973 (21 anni) | 3     | Nîmes                |
| 21 | C    | Mohammed Samadi       | 21 marzo 1970 (24 anni)    | 11    | FAR Rabat            |
| 22 | P    | Zakaria Alaoui        | 17 giugno 1966 (28 anni)   | 5     | KAC Marrakesh        |

### Paesi Bassi
Commissario tecnico: Dick Advocaat
| N. | Pos. | Giocatore         | Data nascita (età)          | Pres. | Squadra    |
| -- | ---- | ----------------- | --------------------------- | ----- | ---------- |
| 1  | P    | Ed de Goeij       | 20 dicembre 1966 (27 anni)  | 14    | Feyenoord  |
| 2  | D    | Frank de Boer     | 15 maggio 1970 (24 anni)    | 25    | Ajax       |
| 3  | C    | Frank Rijkaard    | 30 settembre 1962 (31 anni) | 69    | Ajax       |
| 4  | D    | Ronald Koeman     | 21 marzo 1963 (31 anni)     | 73    | Barcellona |
| 5  | C    | Rob Witschge      | 22 agosto 1966 (27 anni)    | 22    | Feyenoord  |
| 6  | C    | Jan Wouters       | 17 luglio 1960 (33 anni)    | 66    | PSV        |
| 7  | C    | Marc Overmars     | 29 marzo 1973 (21 anni)     | 13    | Ajax       |
| 8  | C    | Wim Jonk          | 12 ottobre 1966 (27 anni)   | 15    | Inter      |
| 9  | C    | Ronald de Boer    | 15 maggio 1970 (24 anni)    | 9     | Ajax       |
| 10 | A    | Dennis Bergkamp   | 10 maggio 1969 (25 anni)    | 31    | Inter      |
| 11 | A    | Bryan Roy         | 12 febbraio 1970 (24 anni)  | 21    | Foggia     |
| 12 | A    | John Bosman       | 1º febbraio 1965 (29 anni)  | 27    | Anderlecht |
| 13 | P    | Edwin van der Sar | 29 ottobre 1970 (23 anni)   | 0     | Ajax       |
| 14 | D    | Ulrich van Gobbel | 16 gennaio 1971 (23 anni)   | 6     | Feyenoord  |
| 15 | D    | Danny Blind       | 1º agosto 1961 (32 anni)    | 24    | Ajax       |
| 16 | D    | Arthur Numan      | 14 dicembre 1969 (24 anni)  | 4     | PSV        |
| 17 | A    | Gaston Taument    | 1º ottobre 1970 (23 anni)   | 6     | Feyenoord  |
| 18 | D    | Stan Valckx       | 20 ottobre 1963 (30 anni)   | 7     | Sporting   |
| 19 | A    | Peter van Vossen  | 21 aprile 1968 (26 anni)    | 10    | Ajax       |
| 20 | D    | Aron Winter       | 1º marzo 1967 (27 anni)     | 38    | Lazio      |
| 21 | D    | John de Wolf      | 10 dicembre 1962 (31 anni)  | 6     | Feyenoord  |
| 22 | P    | Theo Snelders     | 7 dicembre 1963 (30 anni)   | 1     | Aberdeen   |